# Epinephelus guttatus
Epinephelus guttatus, thường được gọi là Red hind (cá mú đỏ), là một loài cá biển thuộc chi Epinephelus trong họ Cá mú. Loài này được mô tả lần đầu tiên vào năm 1758.

## Phân bố và môi trường sống
E. guttatus có phạm vi phân bố rộng khắp Tây Bắc Đại Tây Dương. Loài này được tìm thấy từ bang Bắc Carolina dọc theo bờ biển phía đông nam Hoa Kỳ (bao gồm Bermuda) đến khắp vịnh Mexico và biển Caribê. Nhiều ghi nhận của loài này ở Brazil chưa được kiểm chứng. Chúng sống xung quanh các rạn san hô và các bãi đá ngầm ở độ sâu khoảng 100 m trở lại.

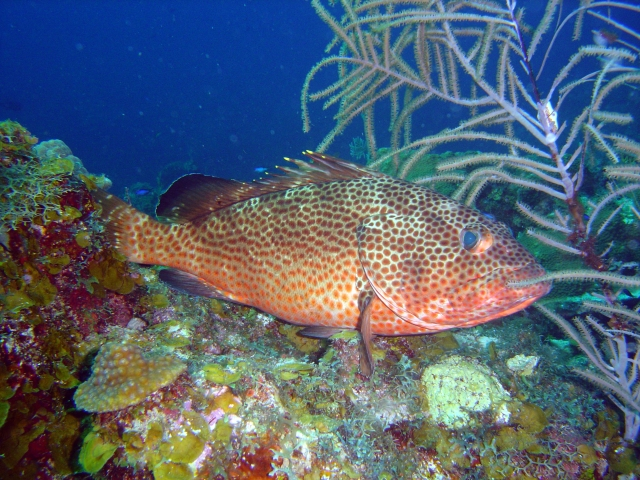
Một cá thể E. guttatus

## Mô tả
E. guttatus trưởng thành có chiều dài cơ thể lớn nhất đo được là 76 cm. Thân thuôn dài, hình bầu dục. Đầu và thân có màu nâu da bò, đỏ nâu tươi hoặc màu lục xám với các đốm màu nâu cam hay đỏ đậm chi chít khắp cơ thể và vây. Viền đen ở vây lưng, vây hậu môn và đuôi. Vây ngực màu đỏ cam. Vây mềm của vây lưng và vây hậu môn có màu vàng lục. Đuôi bo tròn.
Số gai ở vây lưng: 11 (gai thứ 3 và 4 dài nhất); Số tia vây mềm ở vây lưng: 15 - 16; Số gai ở vây hậu môn: 3; Số tia vây mềm ở vây hậu môn: 8; Số tia vây mềm ở vây ngực: 16 - 18; Số lược mang: 24 - 26; Số vảy đường bên: 92 - 104.
Thức ăn của E. guttatus là các loài cá nhỏ hơn, động vật giáp xác và cả bạch tuộc. Chúng thường sống đơn độc, chỉ hợp thành nhóm vào mùa sinh sản. Cá đực tuần tra và bảo vệ lãnh thổ khỏi những con đực khác, trong khi những con cá mái trong "hậu cung" của nó nằm sát sát đáy. Loài này được đánh bắt trong nghề cá thương mại và câu cá giải trí.